# Laarstraat
Laarstraat (Nedersaksisch: Laorstraote) is een buurtschap in de Nederlandse gemeente Epe, gelegen in de provincie Gelderland. Het ligt tussen Epe en Emst.
Dorpen: Emst · Epe · Oene · Vaassen

Buurtschappen: Boshoek · De Jonas (deels) · Dijkhuizen · Geerstraat · Gortel · Hanendorp · De Hegge · 't Laar · Laarstraat · Loobrink · Niersen · De Oosterhof · Schaveren · Tongeren · Vemde · Westendorp · Wijnbergen · Wissel · Zuuk

Gelderland: Steden en dorpen in Gelderland      Nederland: Provincies · Gemeenten